# جامع الحسنين
جامع الحسنين وكان سابقاً يعرف باسم جامع الحسن ومن ثم جامع الحسن والحسين ثم باسمه الحالي ويقع جنوب قلعة حماة بين حي المدينة وحي الباشورة.

## وصف الجامع
حرم الجامع على شكل مستطيل وله قبتان القبة الغربية ذات حطة واحدة وهي الأقدم والقبة الشرقية ذات حطتين وقام نور الدين زنكي بتجديدها مع أجزاء أخرى من الجامع وذلك بعد تضرره بشكل كبير في الزلزال الذي ضرب حماة وشيزر وأفاميا ومعرة النعمان في عام 552 هـ / 1157 م كما ذكر في لوحة جدارية مثبتة عند مدخل الجامع وتتألف من ستة أسطر فيها:
ويوجد في الجانب الشرقي ضريح ينسب للنبي يونس وفي شمالها غرف متبقية من المدرسة الفريجية التي تنسب إلى زين الدين فرج وزير الملك الأيوبي المنصور الأول.
وكانت مياه نهر العاصي تصل إلى الجامع من ناعورة المأمورية.